# The Modesto Bee
The Modesto Bee est un journal quotidien américain fondé en 1884 à Modesto en Californie.

## Histoire
Le Modesto Bee est fondé en 1884 sous le nom de Daily Evening News et continue d'être publié quotidiennement depuis sous différents noms. Avant son rachat par Charles K. McClatchy de la maison McClatchy en 1924, il fusionne avec le Modesto News-Herlad, adoptant son nom comme preuve de sa consolidation. En 1933, il change de nom pour Modesto Bee and News-Herald avec de raccourcir son nom en The Modesto Bee en 1975. Son propriétaire actuel et le descendant de la firme McClatchy, une entreprise américaine d'édition, la Chatham Asset Management, LLC.
En 2020, le nombre d'exemplaires journaliers est de 29,108, le dimanche 25,098 .
En mai 2024, le journal annonce qu'il va réduire sa diffusion à trois fois par semaine, les mercredis, vendredis et samedis.